# 富士山バスター
『富士山バスター』（フジヤマバスター）は、カネコが開発と製造を行い、1992年9月にサミーにより発売された業務用2D対戦格闘ゲーム。欧題は『Shogun Warriors』。

## 概要
「欧米人が全力で勘違いした江戸時代」的な世界観を持ち、後に続編的立ち位置の『大江戸ファイト』も製作された。
また、BGMに外国人アーティストを起用したり、英語版のセリフを用意するなど海外市場を意識した作りでもある。

## システム
- 選択・操作可能キャラクターは8名、ボスキャラクターは4名。CPU戦では最初は自分が選択したキャラクター以外の操作可能なキャラクター7人（出現順はランダム）と対戦して7勝すると、8戦目からはボスキャラクター達が登場する（順番は固定）。最後のボスキャラクター・五右衛門に勝利するとエンディングとなる。
- 4ボタン（弱／強パンチ　弱／強キック）＋1レバーの操作体系。他の4ボタンゲームと違い、『ストリートファイターII』と同じコネクタ（キックハーネス）を使用している。
- コマンド入力はきわめて容易であり、ほぼ全員に飛び道具または回転連続攻撃が存在する。コマンドによっては「ニュートラル」（インストラクションカードでは「・」で表記）の状態までもを含んでいる場合もある。なお本作の必殺技はすべて中段判定になっているので、しゃがみガードではダメージを受けてしまう。後述の鬼が放つ飛び道具は地を這うがこれも中段判定なのでしゃがみガードではダメージを受ける。
- 必殺技は弱ボタンで放つ方が飛び道具やキャラクターの動きが速いが、ガードされるとノーダメージである。強ボタンで放つと逆に遅くなるがガードされても相手の体力を削ることができる。
- 通常攻撃がレバー入れ・ニュートラル状態の他、しゃがみ時の攻撃もレバーが真下か斜め下かでも変化するなど細かく設定されている。そのため、かっぱ・忍者が可能なスライディングキックもレバーを真下に正確に入れた状態でなければ出すことができない。
- つかみ技は接近して2つのパンチまたはキックボタンを同時に押す。その後ボタン連打（つかみ技が複数あるキャラクターは、連打するボタンで技が変わる）。逆につかまれた時に振りほどく時はレバーをひたすら左右に振る。侍や将軍のような相手をつかんでの打撃攻撃の場合はダメージを与えやすいが、芸者などの投げ技しかない場合は連打が速くないと投げることができない。忍者と相撲には空中投げもあり、これは間合いに入った時に2つのパンチボタン同時押し（逃れることはできない）。
- 連続技を受けても、気絶（一定時間動けなくなる）などの概念がない。
- 途中、2回のボーナスステージがある。画面中央のだるまや招き猫などのターゲットを時間内に破壊するとボーナス得点が入る。
- 先述の通りの世界観のためか、将軍ステージでは背景に高層ビルが見えたり、エンディングではなぜか優勝賞品として車が進呈される。
- CPUはあらゆる攻撃に対応してくるため非常に強い。勝ち進むためには単調になりがちだが、ある程度のパターン化が必要である。

## 登場キャラクター
明確なキャラクター名は決まっておらず、ほとんどのキャラクターが職業名や種族名で表示される。

### プレイヤーキャラクター
コマンドの内容はプレイヤーが右向き時のもの。
侍
外見やセリフや行動は遠山の金さん風だが、家紋は島津家（丸に十字）。日本刀を持って戦う。
「残像剣」（飛び道具）　下、左、右＋パンチ
「隼斬り」（連打系）　パンチ連打
将軍
甲冑姿だが、使う技はロボットじみている。声にエコーが入っていて、両手に日本刀を持って戦う。
「ドリルアーム」（飛び道具）　左斜め下、ニュートラル、右＋パンチ
「カミカゼアタック」（連打系）　パンチ連打
芸者
本作品の紅一点。生足の超ミニ着物で戦う。勝ちセリフは京都弁。
「鶴の舞い」（回転連続攻撃）　右、下、右下＋パンチ
「蝶の舞い」（対空技）　4ボタン同時押し
相撲
丁髷を結っていない上に化粧回しに「金」と書いているので、相撲取りというより金太郎に近い。つかみ技が多彩。
「竜の子アタック」（対空技）　下、ニュートラル、右下＋パンチ
「相撲タックル」（突進系）　4ボタン同時押し
歌舞伎
連獅子風の外見をしていて、対戦前のアップ画面では角と牙がある鬼のような顔をしている。セリフは英語。
「スパイダーズスレッド」（その場で電撃攻撃）　下、ニュートラル、右＋パンチ　※当てるとしびれさせてダウンさせる
「ファイアーハリケーン」（対空技）　4ボタン同時押し
さぶ
火消し。唯一プレイヤーキャラクターでは職業ではなく、固有の名前で呼ばれている。纒を槍状に用いて戦う。全キャラクターで最も通常技のリーチが長い。
「風林火山」（回転連続攻撃）　下、左下、左、右＋パンチ
「風雲大車輪」（対空技）　4ボタン同時押し
かっぱ
手足が伸びるトリッキーな性能を持つ。本作品の妖怪キャラクターで唯一のプレイヤーキャラクター。
「タートルスピンクラッシュ」（回転連続攻撃）　左、左下、下、右下、右＋パンチ
「アイスボム」（対空系） 4ボタン同時押し　※当てると凍らせてダウンさせる
忍者
ゲーム中では覆面を付けているが、対戦前のアップ画面では素顔になっている。選択可能なキャラクターでは唯一必殺技が3つある。
「背負い手裏剣」（飛び道具）　下、右下、右＋パンチ
「忍法火円輪」（対空技）　4ボタン同時押し　※当てると燃やしてダウンさせる
「疾蹴り」（連打系）　キック連打

### ボスキャラクター
選択可能な8人よりも能力が高いキャラクター。CPU専用なので選択不可。全て飛び道具を持っていて、天狗以外の飛び道具はダメージを受けると必ずダウンしてしまう。
鬼
一番手のボス。片足に鉄球を付けた青鬼。セリフは英語。地を這う飛び道具は中段判定なので、しゃがみガードではダメージを受ける。
天狗
二番手のボス。彼も鬼と同様にセリフが英語。スピードがかなり速い。飛び道具は竜巻。
弁慶
三番手のボス。武蔵坊弁慶をモチーフにした僧兵。薙刀を持っている。動きは遅いが対空技で薙刀を振り回すため安易に近づくことができない。
五右衛門
本作品の最終ボス。外見や勝利ポーズは石川五右衛門をモチーフにしているが、素手で戦うキャラクター。パワー、スピードともに最終ボスに相応しい能力を誇る。

## その他
サイトロン・レーベル『G.S.M.1500シリーズ』で、収録曲がサウンドトラックになって発売された。ミニカード「必殺技虎の巻」が同封されており、操作方法や各キャラクターのコマンドが記されている。